# Rogersonanthus coccineus
Rogersonanthus coccineus là một loài thực vật có hoa trong họ Long đởm. Loài này được Steyerm. ex Struwe, S.Nilsson & V.A.Albert miêu tả khoa học đầu tiên năm 1998.